# Thomas Deng
Thomas Deng (Nairobi, 1997. március 20. –) ausztrál válogatott labdarúgó, a japán Albirex Niigata hátvédje.

## Klub
A labdarúgást a Western Eagles FC csapatában kezdte. 2015 és 2020 között a Melbourne Victory FC csapatában játszott. 2015-ben és 2018-ban ausztrál bajnoki címet szerzett. 2020-ban a Urava Red Diamonds csapatához szerződött.

## Nemzeti válogatott
2018-ban debütált az ausztrál válogatottban. Részt vett a 2020-as olimpiai játékokon. 

## Statisztika

### A válogatottban
| Válogatott | Év       | Pályára lépés | Gól |
| ---------- | -------- | ------------- | --- |
| Ausztrália | 2018     | 1             | 0   |
| Ausztrália | 2022     | 1             | 0   |
| Ausztrália | 2023     | 1             | 0   |
| Összesen   | Összesen | 3             | 0   |